# Phil Darois
Phillip N. Darois (Lynn, 23 februari 1919 - New Orleans, 21 februari 2013) was een Amerikaanse jazzbassist (contrabas en elektrische bas) en -tubaïst, die actief was in New Orleans.
Darois, afkomstig uit Massachusetts, speelde in het begin van zijn muzikale loopbaan in en om Boston. Na zijn diensttijd trok hij naar New Orleans, waar hij studeerde aan Loyola University. In de decennia erna speelde hij met talloze brassbands, commerciële dixieland-bands, dans- en symfonieorkesten. Hij werkte lange tijd in het orkest van Peter Toma, actief in het Roosevelt Hotel, en speelde en nam op met onder meer Louis Prima, Armand Hug, Monk Hazel, Johnny Wiggs en de Dukes of Dixieland (waarvan hij lid was). In de jaren zestig verscheen hij in een filmdocumentaire over New Orleans.